# Pierres à cerfs
Les pierres à cerfs, en mongol bugan chuluu (cyrillique : буган чулуу, MNS : bugan chuluu), sont des stèles mégalithiques visibles dans le nord de la Mongolie et le sud de la Sibérie. Leur nom provient de leurs gravures où sont presque toujours représentés des cerfs (cervus elaphus) « bondissants ».

## Historiographie
Les pierres à cerfs ont été signalées pour la première fois à la fin du XIXe siècle par deux membres de la société géographique russe, Grigry Potanin et sa femme Alexandra, lors de leurs expéditions en Sibérie, en Mongolie, en Chine et au Tibet. En 1886-1887, ils procèdent à un premier relevé. En 1892, Vassily Radlov publie une série de dessins relevés sur des pierres de cerf dans son atlas des antiquités mongoles : les stèles ont été réutilisées comme support pour des écritures runiques datées du VIIe siècle et du VIIIe siècle. Après la Seconde Guerre mondiale, les archéologues russes les classent parmi les objets de la culture scythe. En 1954, Alekseï Okladnikov publie l'étude d'une pierre à cerfs connue sous le nom de pierre d'Ivolga découverte en 1856 par D.P. Davydov près d'Oulan-Oudé et actuellement exposée au musée historique d'Irkoutsk. Okladinkov suggère que la pierre était associée à des rites funéraires en lien avec un chef guerrier de haute extraction sociale. Il date les gravures du VIe ou VIIe siècle av. J.-C. . En 1981, Vitaly Vasilevitch Volkov publie la première étude complète sur le domaine et identifie deux traditions culturelles distinctes : il distingue les pierres à cerfs qui semblent associées à des sépultures à dalles de celles associées avec des structures circulaires, utilisées pour des rituels.
La chute de l'Union soviétique permet une ouverture des sites aux missions archéologiques étrangères et les prospections régulières de vastes étendues steppiques longtemps demeurées isolées contribuent progressivement à un enrichissement considérable des recensements. Des pierres à cerfs ont été répertoriées sur une aire géographique très vaste allant d'est en ouest, de la Mongolie orientale à l'Altaï et, du sud au nord, du Gobi septentrional à la Transbaïkalie. En 1994, leur nombre était évalué à 700 (Savinov 1994) mais au début du XXIe siècle, environ 1 500 pierres à cerfs avaient été répertoriées, dont 1 240 en Mongolie (Arkhangai, Khövsgöl, Khovd, Bayan-Ölgii et Bayankhongor), une centaine en Sibérie méridionale (Altaï, Touva, Bouriatie) et quelques dizaines dans le nord du Xinjiang et à l'est du Kazakhstan.
En 2006, le Deer Stone Project de la Smithsonian Institution et l'Académie des sciences de Mongolie débutent l'enregistrement numérique des pierres par scanner tridimensionnel. Entre 2006 et 2015, la mission archéologique Mongolie-Monaco prospecte le site de Tsatsyn Ereg et pratiquement chaque campagne annuelle apporte son lot de nouvelles découvertes. En 2010 et 2015, les publications d'Esther Jacobson-Tepfer proposent une approche scientifique d'ensemble par l'étude des localisations, des mouvements de population et des motifs iconographiques.
Quatre sites (Khoid Tamir, Jargalantyn Am, Urtyn Bulag et Uushigiin Ovor) sont inscrits au patrimoine mondial par l'UNESCO en septembre 2023.

## Caractéristiques générales

### Description
Les pierres à cerfs sont des monolithes, le plus souvent en granite mais d'autres roches ont aussi été utilisées (grès, schiste, marbre, basalte). Leur hauteur moyenne est de 1,8 m, mais certaines dépassent 4 m de hauteur, la plus grande d'entre elles mesurant 4,80 m (Uushig province de Khövsgöl).  La forme de la stèle dépend du type de pierre et de l'intention du sculpteur mais dans la plupart des cas, les stèles sont de forme longue et étroite avec le sommet incliné de l'avant à l'arrière, et les quatre côtés varient en taille, avec généralement deux faces d'environ 0,60 m de largeur en moyenne et deux faces plus étroites moitié moins large. Le sommet des stèles peut être plat, arrondi, voire brisé suggérant que le sommet d'origine a été délibérément détruit. 
En fonction du bloc rocheux utilisé, les pierres peuvent avoir été préparées par un bouchardage préalable avant gravure. Une expérience d'archéologie expérimentale a montré que la percussion avec un simple bloc de basalte permet un arrachement de la zone d'altération granitique et une égalisation du plan des surfaces. Les gravures ont généralement été réalisés avant le redressement de la pierre, mais certaines stèles présentent des signes indiquant une gravure après érection. Les motifs ont été gravés de rainures profondes, les surfaces à angle droit indiquent l'utilisation d'outils en métal. Des outils en pierre ont été utilisés pour polir les incisions nettes de certains dessins.

### Culture des pierres à cerfs
De nombreuses pierres à cerfs ont été découvertes en périphérie des constructions funéraires appelées kheregsüür ou en réemploi comme dalles de construction dans des tombes en coffres datées du début de l'Âge du fer. Ces réemplois ont parfois perduré jusqu'au XXe siècle. L'identification de la position primaire des pierres à cerfs a longtemps posé problème en raison de ces réutilisations. L'étude des sites d'Ulaan Uushig et de Jargalan, où se concentrent plus d'une dizaine de stèles associées à des tombes et à des dépôts cérémoniels, a toutefois permis de dégager des modèles généraux d'implantation. Lorsque des pierres à cerfs sont associées à un kheregsüür, elles ne constituent qu'un élément au sein d'un complexe plus vaste associant aussi de multiples petits tertres et des cercles de pierres sèches. La superficie de ces complexes contribue à fausser l'analyse du contexte archéologique global puisque stèles et tumulus peuvent être distants de plusieurs centaines de mètres, mais la réplication des mêmes association montre une cohérence et l'existence de modes opératoires communs. A Tsatsyn Ereg, lorsque des pierres à cerfs ont été retrouvées en réemploi dans des tombes en coffre, elles avaient été prélevées dans des complexes funéraires voisins. Cette association étroite entre pierres à cerfs et les kheregsüürs a conduit à définir une culture spécifique appelée Deer Stone-Khirigsuur Culture (DSKC).

Pierres à cerfs
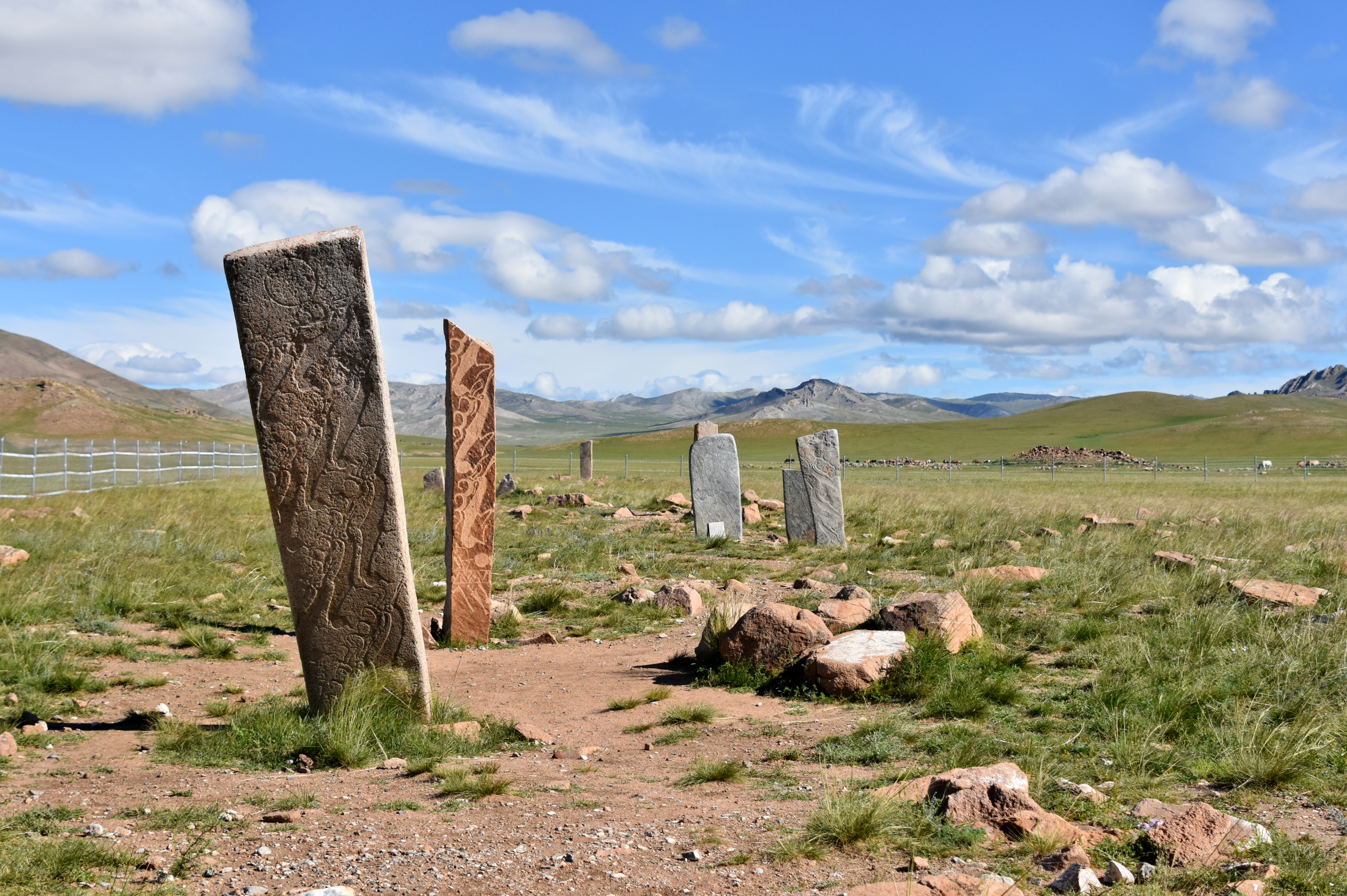
Champ de stèles (Uushigiin Uveer, Mongolie).
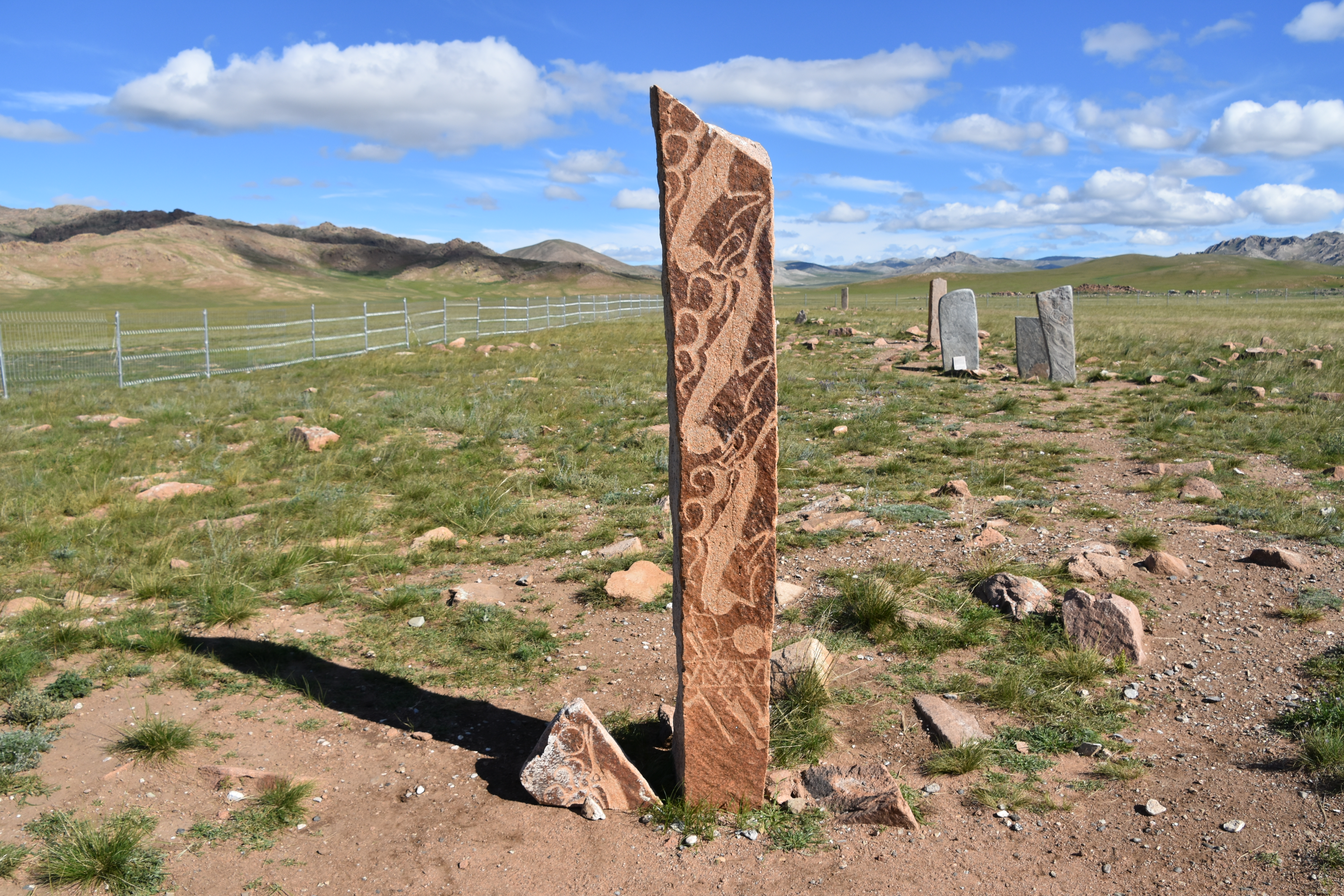
Stèle avec cerfs bondissant (Uushigiin Uveer, Mongolie).
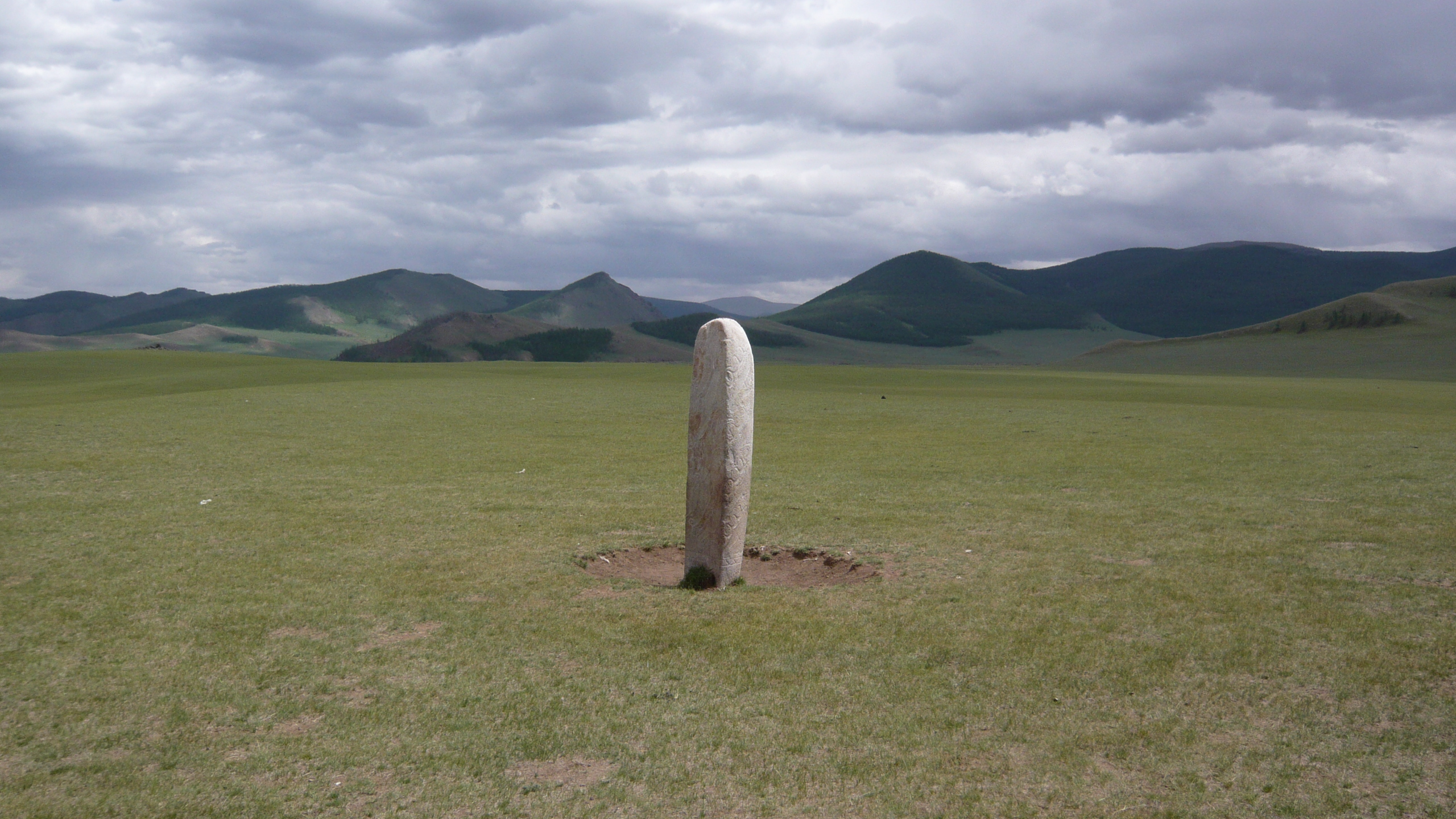
Pierre à cerfs dans le bassin de l'Orkhon.
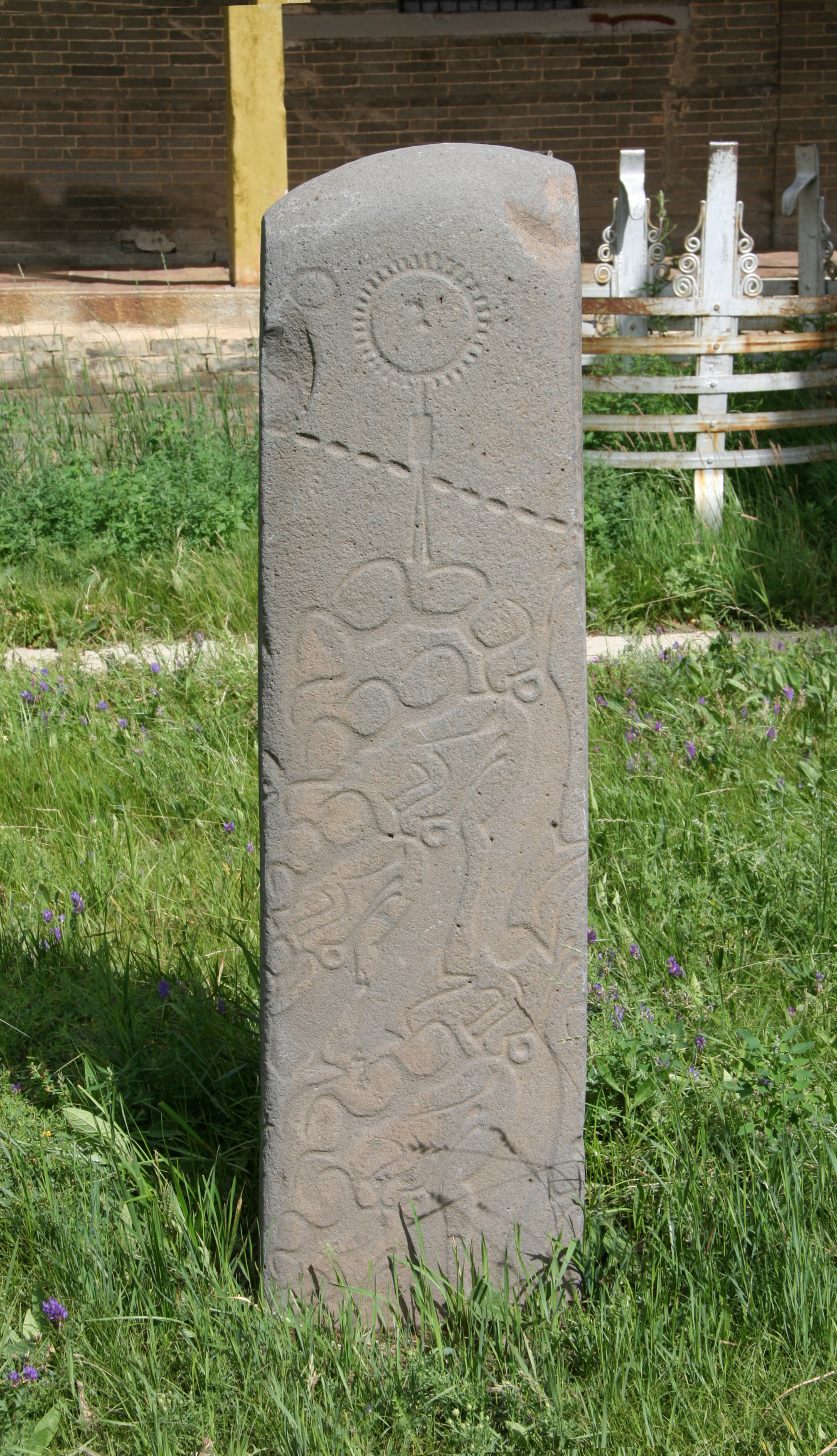
Stèle avec motif solaire (musée de Tsetserleg, Arkhangai).
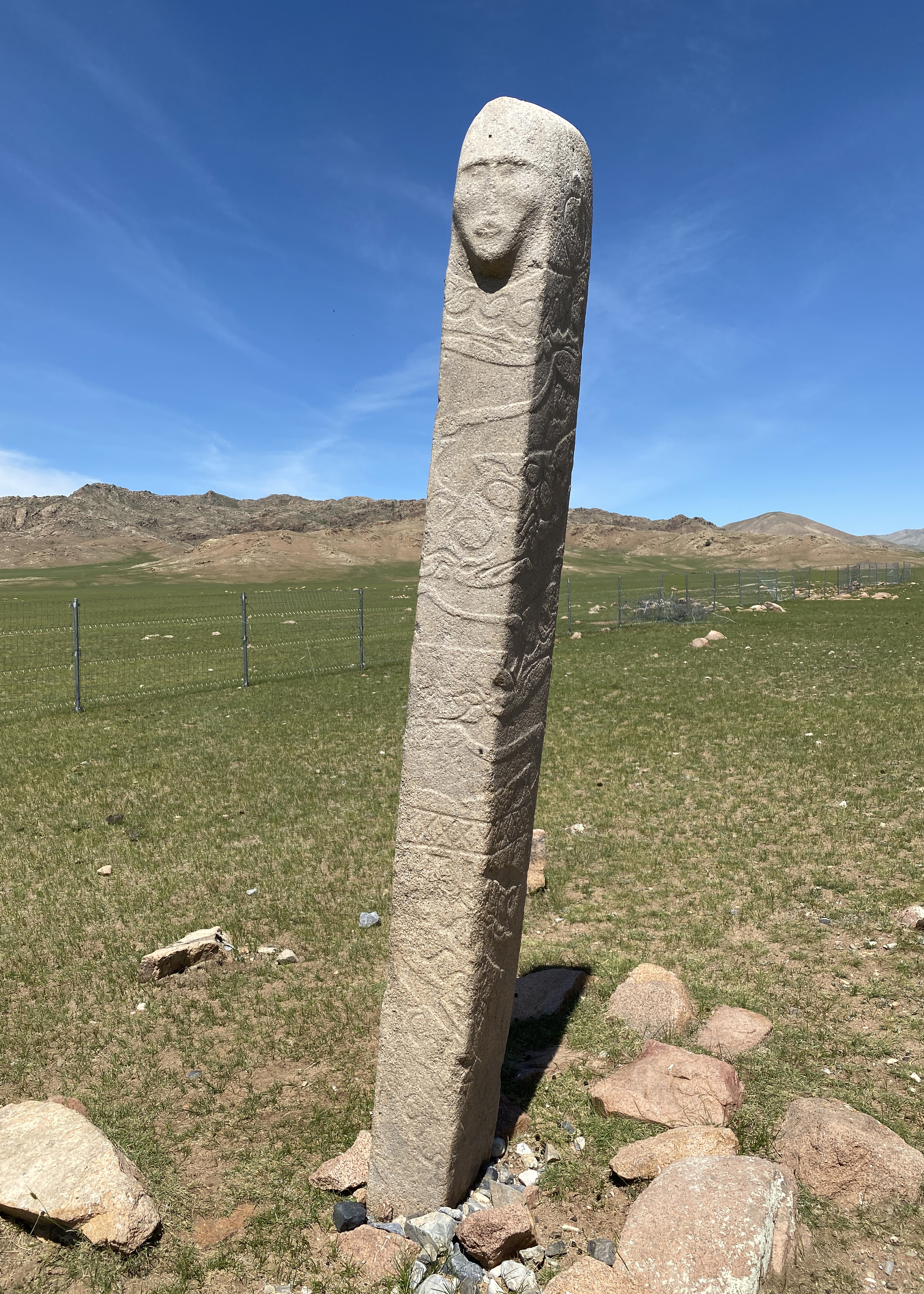
Stèle avec visage.

## Iconographie
Les thèmes iconographiques et leur typologie semblent correspondre à des conventions stylistiques communes à toutes les pierres à cerfs. Les motifs représentés sur les pierres à cerfs appartiennent au registre commun de l'art des steppes, couvrant une zone géographique plus étendue que celle des seules pierres à cerfs, et sont ainsi connus plus à l'Ouest, (Kouban, Boug méridional en Ukraine, à la Dobroudja en Bulgarie et jusqu'à l'Elbe), mais également plus au sud, au Ladakh et au Zanskar.
La composition du décor tient compte de la surface de la pierre. Les gravures sont très proches les unes des autres (quelques millimètres) mais les superpositions sont très rares et limitées aux extrémités. Les cerfs s'imbriquent harmonieusement. Parfois, les extrémités des bois d'un animal se confondent avec celles de l'animal qui le suit, les cuisses ou les pattes peuvent disparaître derrière la croupe d'un autre animal. La composition de l'ensemble a probablement été précédée d'un tracé préalable.

### Typologie
Compte tenu de leur iconographie et de leur répartition géographique, la plupart des spécialistes (Volkov 1981; Savinov 1994; Novgoroda 1989) ont proposé trois grandes catégories de stèles :
- le type Mongol-Transbaikal (MT) appelé aussi Mongol classique constitue le plus grand groupe : les pierres sont ornées du motif de hordes de cerfs bondissant avec leurs pattes repliées sous le ventre, le corps et le museau exagérément étirés; les stèles de ce type sont toujours implantées en position primaire sur des monticules ne dépassant pas quelques dizaines de centimètres de hauteur avec des structures en pierres sèches correspondant à des dépôts cultuels (têtes de chevaux, esquilles d'os brûlés)[15] ;

- le type Eurasien (EU) appelé aussi Eurasiatique de l'Ouest  : il ne comporte pas de représentations animales et le décor est séparé par des lignes horizontales. Ces stèles possèdent également des sortes de « boucles d'oreilles », de grands cercles et des entailles en diagonale par groupes de deux ou trois nommées « visages », et des « colliers », collections de trous ressemblant à ce genre d'objets.

- le type Saïan-Altaï (SA) :  le motif du cerf bondissant est moins fréquent (Haut-Altaï) voire absent (Saïan-Touva) au profit de celui du guerrier et de motifs simples (ceintures, colliers, boucles d'oreilles, visages).

Typologie
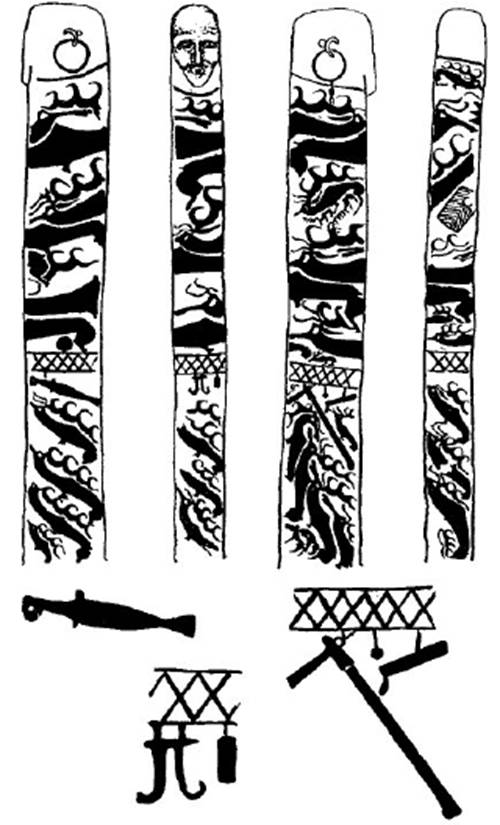
Mongol classique
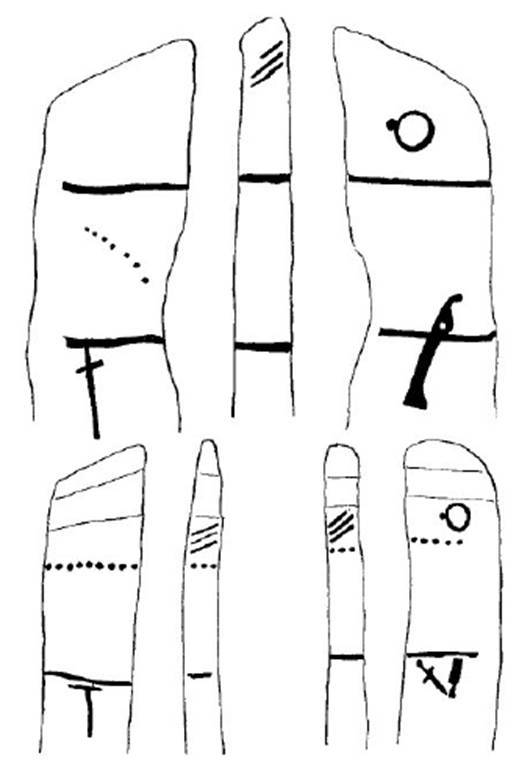
Ouest-eurasien
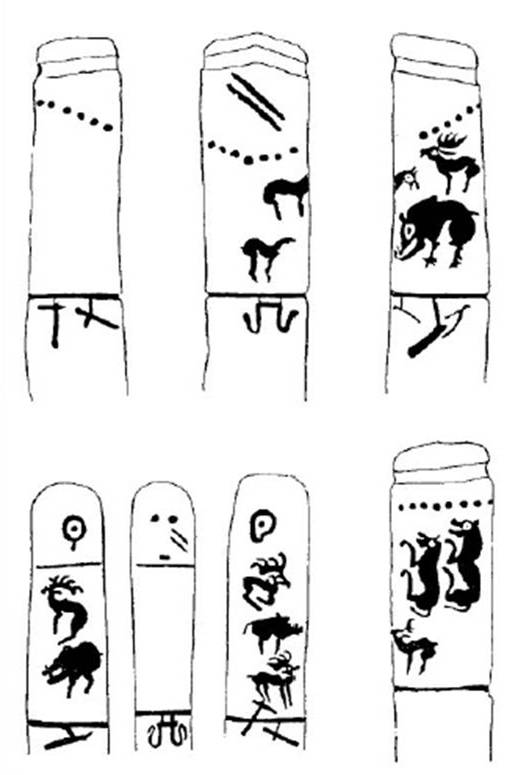
Saïan-Altaï

Bien que de multiples découvertes de stèles soient intervenues depuis l'élaboration de cette classification et tendent à rendre ces dénominations géographiques quelque peu caduques, elles sont toujours utilisées par la plupart des archéologues dans un souci de cohérence. Le type MT est de loin le plus fréquent (plus de la moitié des stèles recensées) et le type SA le plus rare (moins de 80 stèles).

### Principaux motifs

#### Animaux
Le cerf est le motif principal représenté sur quasiment toutes les pierres à cerf. Les pierres comportent un décor composé « de cervidés bondissants, les pattes repliées sous le ventre, au corps étiré, prolongé par un museau semblable à un bec. Les cerfs sont toujours plusieurs (la pierre de Jargalantyn Am en comporte 68 représentations), les uns derrière les autres, systématiquement porteurs de grands bois, ainsi formellement identifiés comme exclusivement des mâles » en pleine maturité pendant la saison du rut (début de l'automne). Sur les stèles les plus anciennes, les motifs sont très simples, puis, environ 500 ans plus tard, les représentations plus complexes de cerfs bondissants apparaissent. « Le cerf est représenté avec le cou tendu et les jambes lancées vers l'avant et l'arrière, comme s'il ne galopait pas mais plutôt en train de sauter en traversant les airs ». Le mouvement des cerfs suit soit une trajectoire hélicoïdale en tournoyant vers le ciel, soit un mouvement linéaire vertical sur chaque face de la pierre. Les bois, parfois représentés par paire, sont extrêmement ouvragés, avec de grands motifs en spirale qui peuvent littéralement entourer tout le corps du cerf. Les bois retiennent parfois un disque solaire ou une autre image associée au soleil. Le lien entre le cerf et le soleil est une association courante du chamanisme sibérien que l'on retrouve sur divers supports (tatouages). Le motif est parfois complété avec des têtes d'oiseaux qui pourraient représenter la transformation spirituelle du chamane qui lui permet de passer du domaine terrestre au domaine céleste.
D'autres animaux sont parfois représentés, notamment sur les stèles du groupe Saïan-Altaï : tigres, sangliers, vaches, grenouilles, oiseaux et diverses créatures ressemblant à des chevaux. Les animaux sont groupés par paire, souvent en position d'affrontement (par exemple, un tigre affronte un cheval). Plusieurs pierres à cerfs du tye Saïan-Altaï comportent un cerf et un sanglier placés l'un en dessous de l'autre. Ces représentations d'animaux se distinguent de celles des cerfs par leur style plus naturaliste. L'absence d'ornements pourrait alors signifier que ces animaux ne tiennent qu'un rôle secondaire par rapport à celui du cerf.

#### Armes
Le décor des stèles comporte aussi fréquemment des éléments d'équipement propres aux guerriers nomades : poignards, couteaux, haches, carquois et flèches. Les armes et les outils se rencontrent sur tous les types de pierres à cerfs, mais plus particulièrement sur celles du groupe du Saïan-Altaï. Chaque type d'arme n'est figuré qu'une seule fois. La représentation d'un arc est presque systématique mais pas celle du carquois. Les arcs sont représentés avec une flèche prête à être tirée. Il s'agit d'un arc composite asymétrique, permettant à un cavalier de tirer par dessus la tête de son cheval. Des arcs du même type ont été découverts dans des tombes sur le site de Subeixi au Xinjiang datées du Ve siècle av. J.-C.. Les motifs en chevron parfois visibles, sont à rapprocher de la thématique guerrière : il pourrait s'agir de la représentation d'un bouclier ou de celle du squelette d'un ennemi vaincu. Les boucliers sont généralement représentés sur les bords étroits des stèles. La représentation des armes permet de dater les pierres : la typologie des haches, poignards et des couteaux gravés correspond à la culture de Karassouk. Toutes les armes représentées correspondent au répertoire de la fin de l'âge du Bronze.

#### Autres motifs
Les figures géométriques (cercles, disques) et les alignements de cupules et de frises sont toujours situés à des endroits bien définis. Les astres (Lune et Soleil) sont représentés par deux cercles de tailles différentes au sommet des stèles, sur les deux faces opposées, le soleil est parfois rayonnant. Les disques sont placés au milieu des cervidés. Les frises horizontales font le tour des stèles, juste au-dessus des armes, lesquelles peuvent sembler y être accrochées comme à une ceinture. 
Une trentaine de pierres à cerfs comportent sur une face étroite, dans la partie supérieure, un visage humain (province mongole de Hövsgöl, région russe de la Touva). Sur les visages, la bouche est ouverte, comme si le personnage représenté chantait. Ces visages chantant pourraient être mis en relation avec des pratiques chamaniques où le chant tient un grand rôle. Aucune stèle, avec ou sans visage, ne représente un membre supérieur ou inférieur du corps humain. La rareté des pierres à cerfs comportant des représentations anthropomorphes indique probablement qu'il s'agit d'une catégorie spécifique. 

Détails
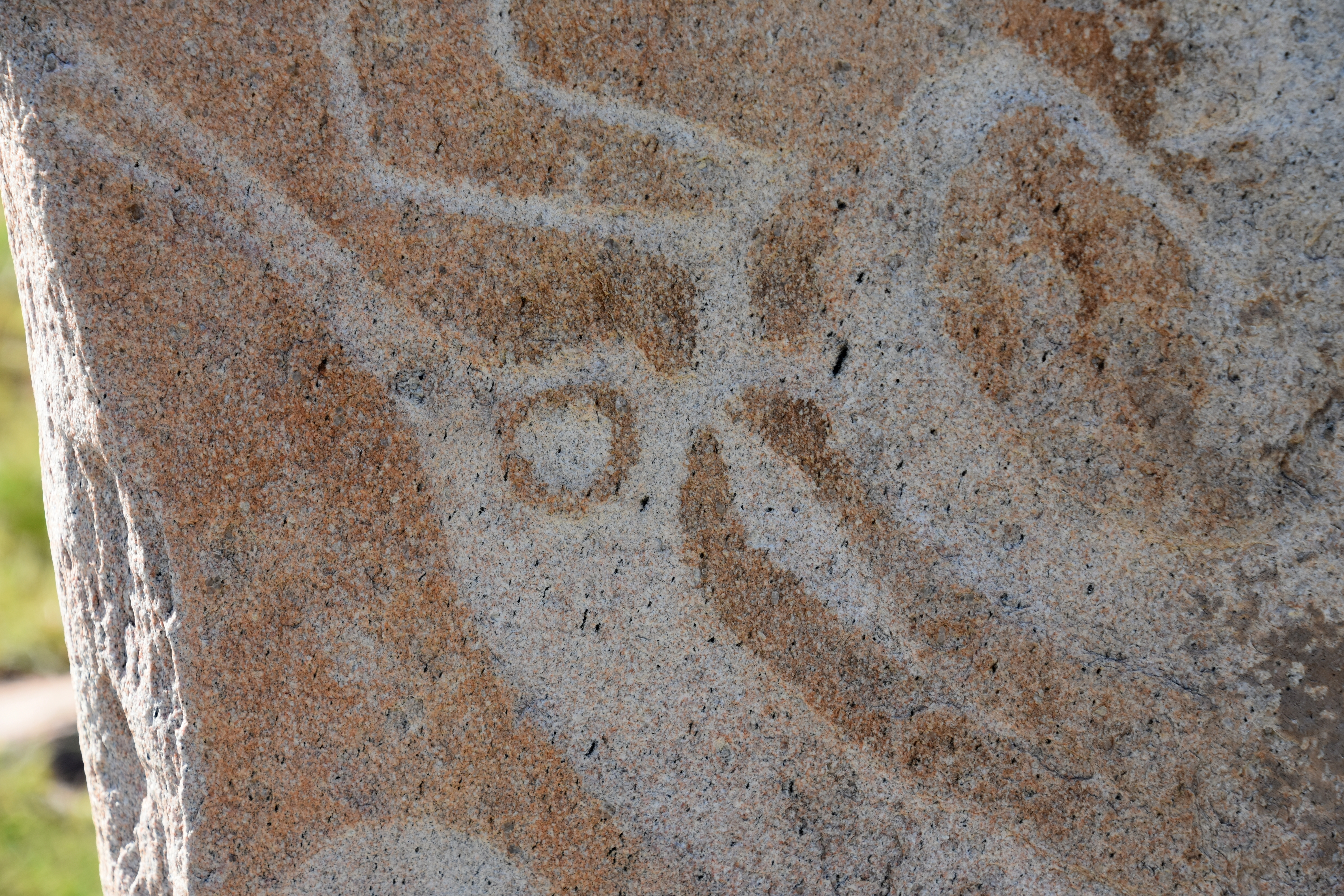
Tête de cerf : museau effilé, tête arrondie et œil rond.
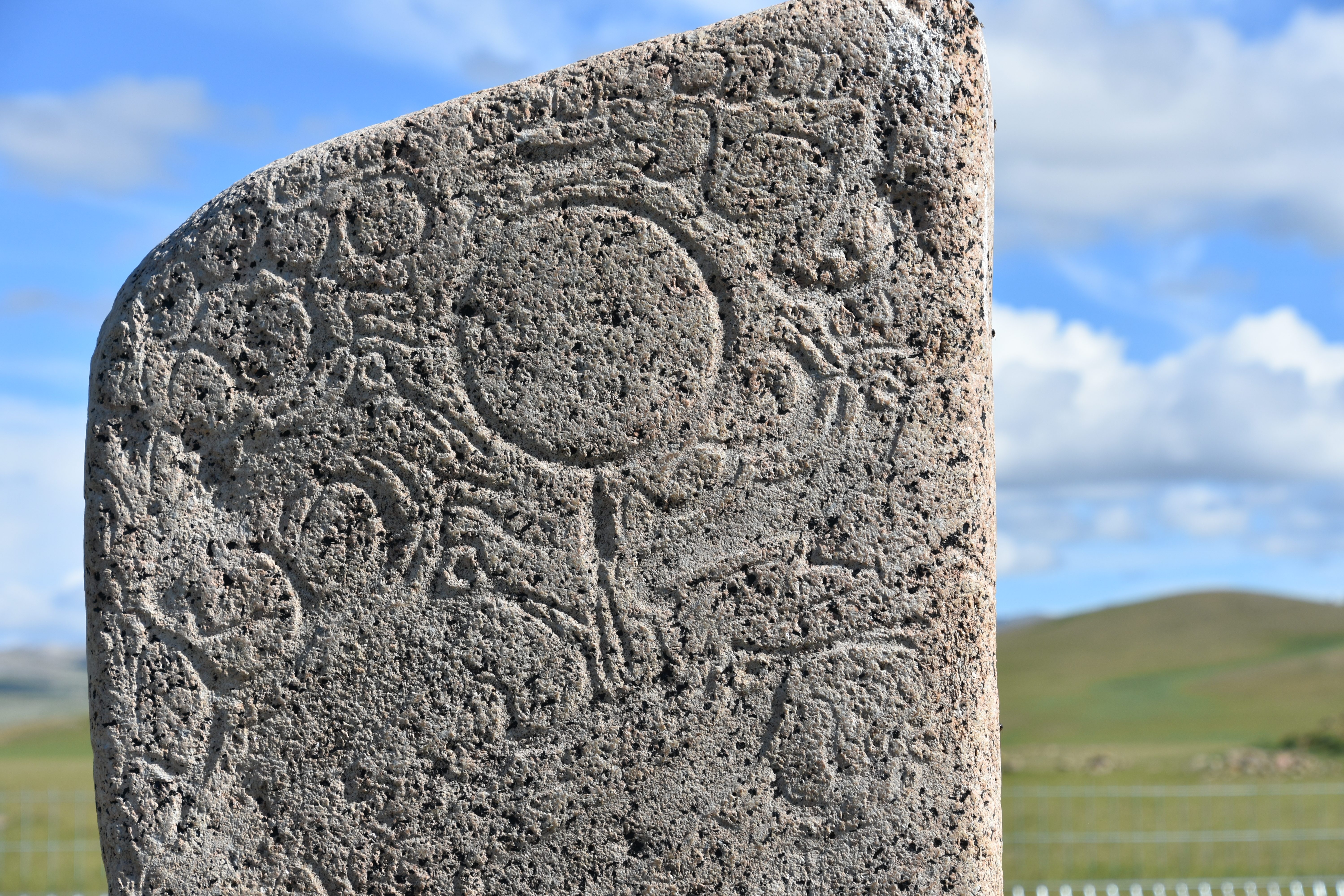
Représentation solaire.
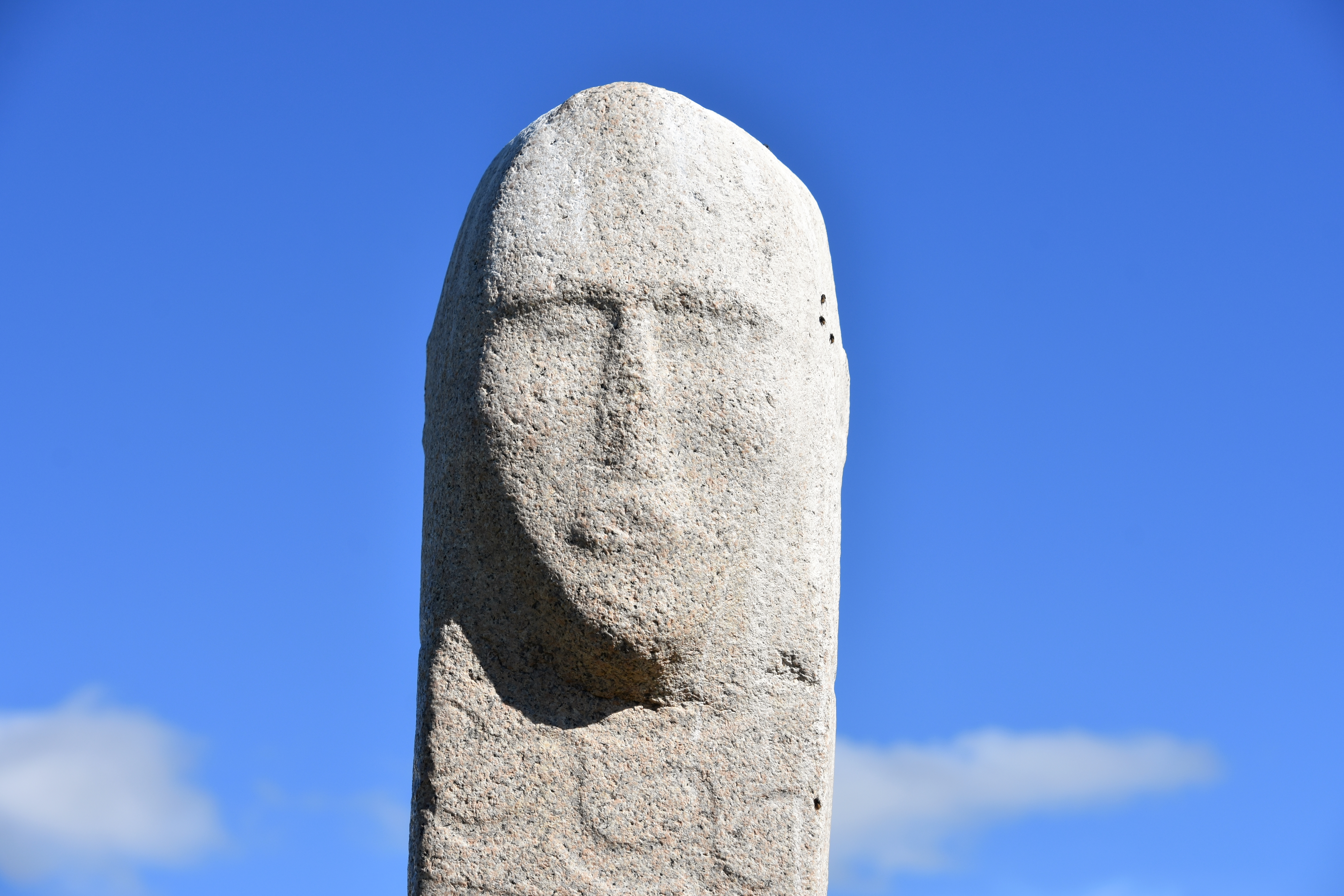
Visage anthropomorphe.
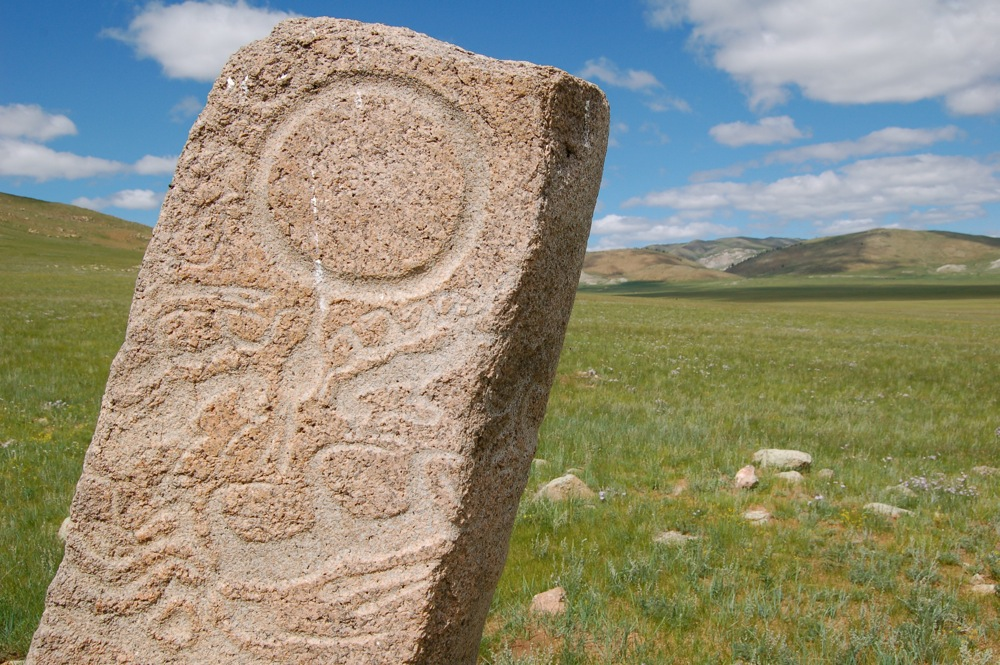
Disque solaire et cerfs.
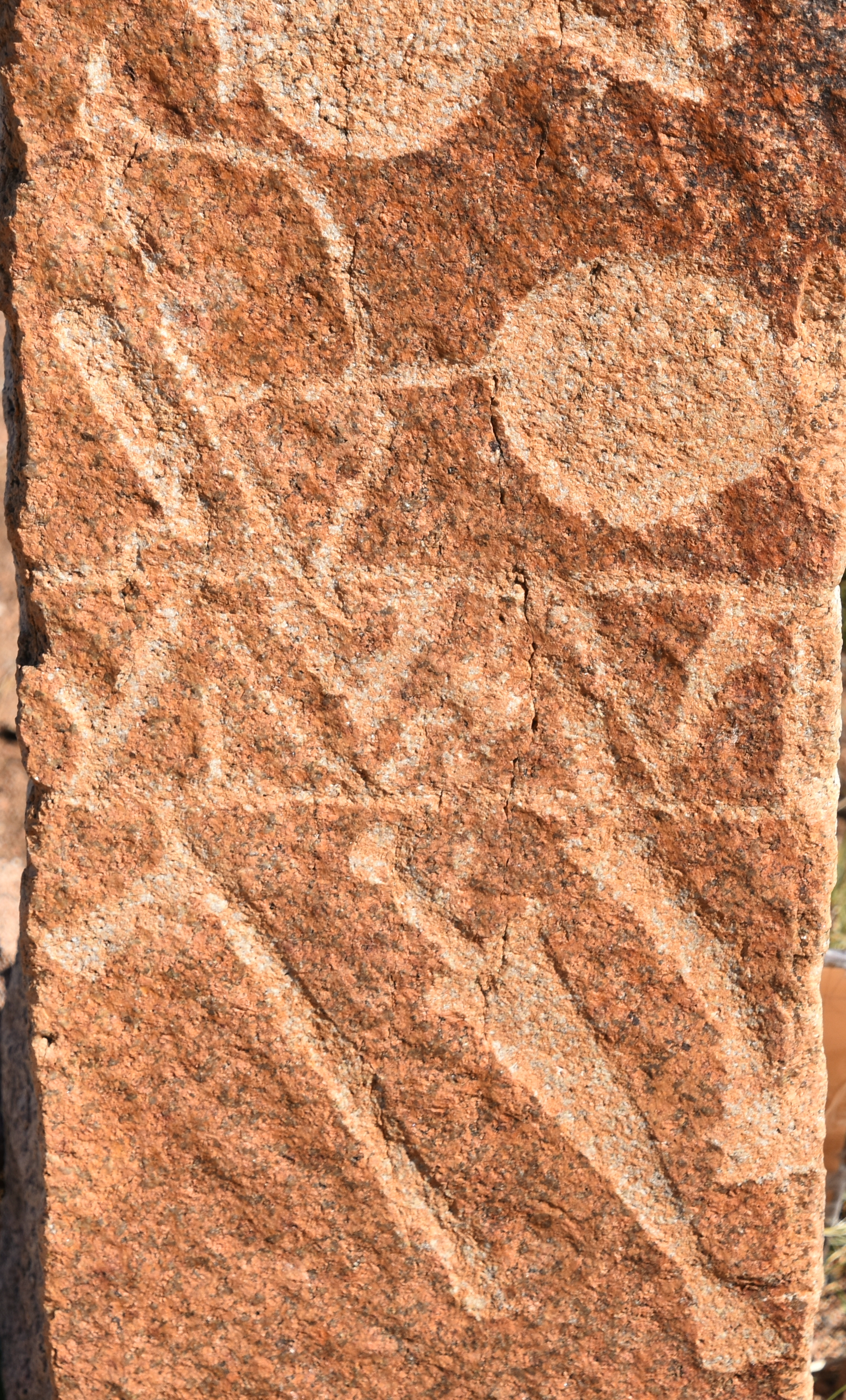
Arc, épée et hache.
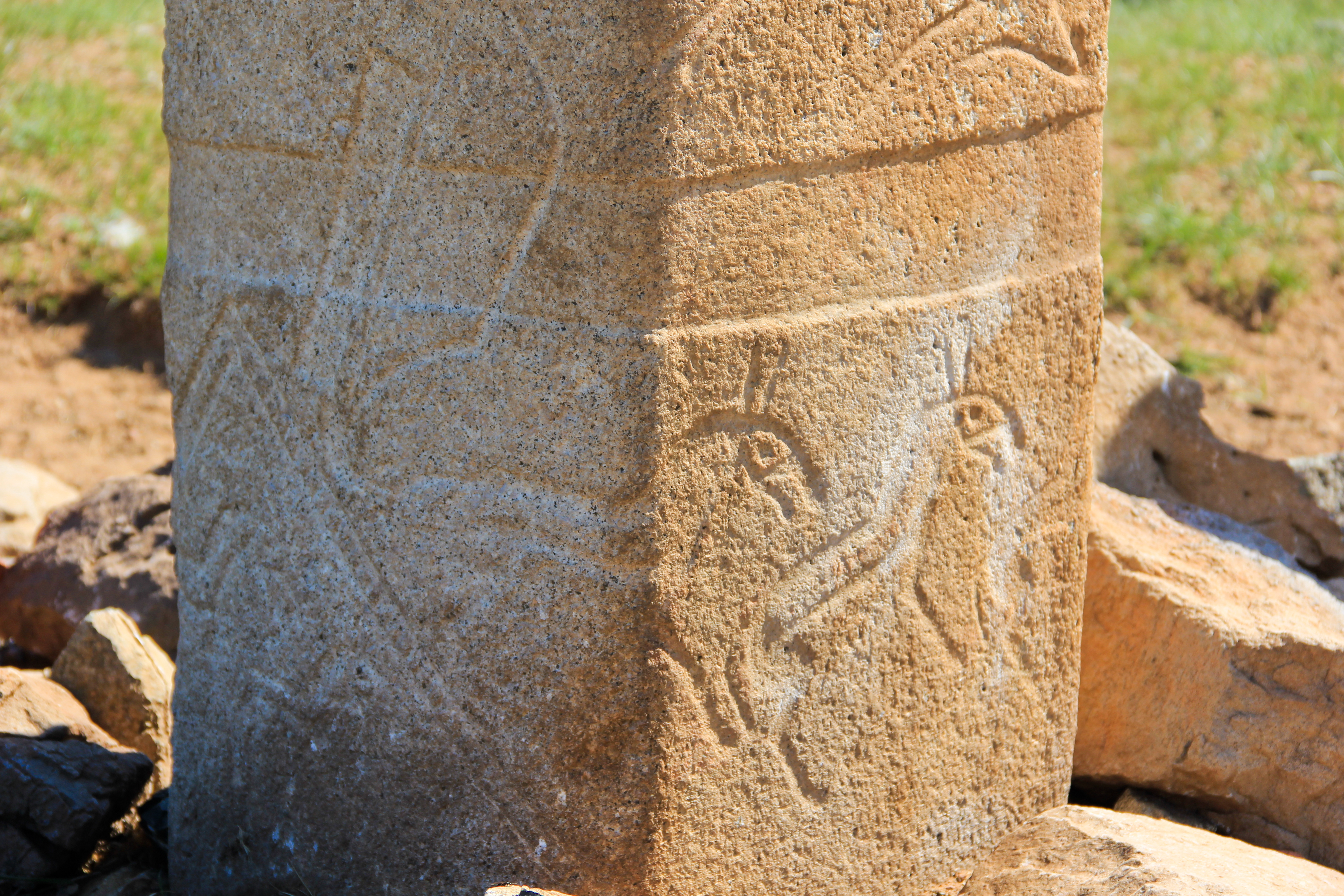
Arc et chevaux.
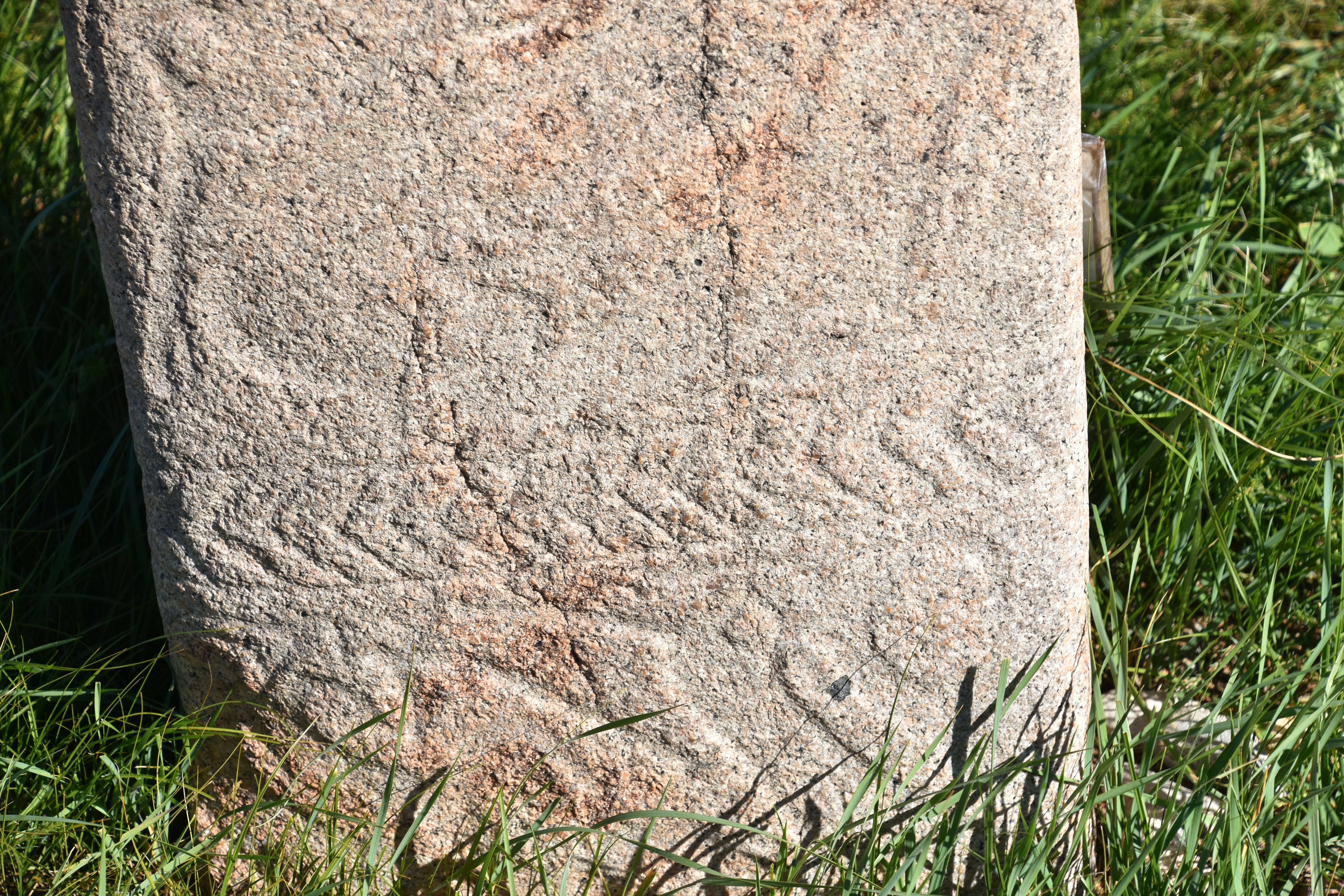
Frise à décor géométrique.

### Peintures
Des traces de peintures à pigment rouge ont été découvertes sur une trentaine de pierres à cerfs en Mongolie centrale (Tsatsyn Ereg, Khoid Tamir, Jargalant) et en Transbaïkalie. Les traces ont été retrouvées sur des stèles renversées dont la face avait été protégée des intempéries en tombant au sol. La conservation a parfois été renforcée par le dépôt d'une couche de calcite formée au contact du sol. Il est probable qu'à l'origine la plupart des pierres à cerfs étaient peintes mais que l'exposition aux intempéries n'a pas permis de les conserver en l'état. L'imprégnation de la roche par la peinture ne permet pas de prélever d'échantillons sans destruction mais par comparaison avec d'autres peintures rupestres connues dans la steppe, l'utilisation d'hématite ou d'ocre est supposée d'autant qu'il existe des affleurements importants d'hématite à peu de distance dans le cas de la vallée Khoid Tamir. Trois types d'utilisation de la peinture ont été observé : l'application sur une surface préalablement gravée et polie, pour délimiter des gravures, pour représenter un motif à part entière distinct des motifs gravés. Il semble qu'un effet de contraste ait été recherché avec les surfaces non peintes. En l'absence de datation, il est difficile de savoir si cette utilisation de la peinture correspond à un choix décoratif initial ou à une réutilisation ultérieure déjà ancienne. Des applications récentes de peintures, ou de matière grasse (beurre), éventuellement accompagnées de l'accroche de bandes de tissu coloré ont ainsi parfois été observées sur d'anciennes pierres à cerfs, elles traduisent la persistance de certains rituels animistes chez les éleveurs nomades de la steppe.

## Essais d'interprétation
Les pierres à cerfs ne correspondent pas à des scènes narratives, elles répondent à un canon stylistique avec très peu de créativité individuelle alors même que ces stèles peuvent avoir été dressées à des centaines de kilomètres les unes des autres. Il ne peut donc s'agir d'un simple comportement identitaire mais plutôt d'une expression cultuelle complexe ancrée dans la culture nomade. Bien que l'iconographie de l'art des steppes comporte souvent un riche bestiaire (félins, bouquetins, sangliers, rapaces), la représentation du cerf bondissant sur les stèles y tient une place prépondérante alors que le cheval, animal domestique par excellence des peuples nomades de la steppe, n'apparaît que sur 10% des stèles. Selon E. Novgoroda, l'apparition du cheval correspondrait à une phase stylistique plus tardive où le cheval se substitue progressivement aux cervidés,. Le cerf n'est pas un animal domestique et il se démarque des autres animaux sauvages par la singularité de ses bois, dont la chute et la repousse annuelle lui donnent un aspect à la fois végétal et animal, en phase avec la saisonnalité, donc le cosmos. Les cerfs représentés bondissent vers le ciel, leur silhouette et leur museau sont étirés, leur tête est arrondie avec au centre un œil rond : l'ensemble les apparentent à des oiseaux,. Dans les croyances animistes de la steppe, les animaux sont des entités habités par des esprits qui les guident dans leur migration annuelle.  
Les pierres à cerfs pourraient ainsi représenter un vecteur intermédiaire entre la steppe et le ciel et l'esprit du cerf pourrait servir de guide à l'âme du guerrier ou traduire l'envol du chamane dans son voyage vers l'autre monde. Cette assimilation du cerf à un animal psychopompe, permettant à l'âme des défunts de parvenir dans l'au-delà, a aussi été mise en évidence dans les tombes scythes  de Pazyrik, où les chevaux sacrifiés sont affublés de cornes de bouquetins et de bois de cerfs factices. Trois des thèmes iconographiques représentés sur les pierres correspondraient ainsi à trois domaines cosmologiques : les armes illustreraient l'espace terrestre habité par les hommes, le astres représenteraient le ciel, et entre les deux, les cerfs occuperaient un espace intermédiaire. Sur certaines stèles (Gol Mod), les thèmes iconographiques sont d'ailleurs séparés par une ligne horizontale de motifs géométriques ou de cupules, ou par deux traits parallèles verticaux.
Aucun reste humain n'a été trouvé sur les sites d'implantation, ce qui invalide leur usage comme stèles funéraires, mais au sein des complexes funéraires de type kheregsüür elles sont associées à de petits cairns recouvrant chacun une tête de cheval. Cette présence de restes sacrificiels pourrait suggérer un rituel religieux et les pierres à cerfs marqueraient alors des lieux où se pratiquaient des rituels chamaniques. Certaines pierres possèdent un cercle au sommet et une dague et une ceinture stylisées à leur pied, ce qui a conduit certains chercheurs, comme William Fitzhugh, à supposer que les pierres pourraient représenter un corps humain spiritualisé, tout particulièrement celui d'un guerrier ou d'un chef, le décor des pierres correspondant alors a la représentation de ses tatouages. Selon cette hypothèse, le cerf pourrait être une représentation d'un animal protecteur. Selon certains auteurs (N. L Tchlenova, E. Novgorodova), les pierres à cerfs qui comportent un visage humain pourraient correspondre à des représentations de guerriers symboliques, héros fondateurs de diverses tribus.

## Datation et postérité
Les premières études (Okladnikov 1954, Volkov 1981, Savinov 1994) dataient les pierres à cerfs d'une période de transition comprise entre l'Âge du bronze et l'Âge du fer, au VIIe siècle av. J.-C.. Pourtant, dès 1989, Novgoroda avait signalé que certaines armes représentées sur des stèles comportaient une parenté avec la culture de Karassouk. Plusieurs datations au radiocarbone sur des vestiges associées aux stèles ont depuis conforté cette hypothèse. Bien que les datations absolues soient peu fréquentes en raison de la rareté des éléments organiques recueillis dans un contexte archéologique certain, les premières datations obtenues indiquent une période comprise entre 1300 av. J.-C. et 700 av. J.-C.  et correspondent à une culture pré-scythe.
Les Scythes orientaux de Sibérie et de l'Altaï seront les héritiers d'une partie des armes et de l'iconographie de ces populations, et le cerf bondissant sera encore au IVe siècle av. J.-C. un motif courant repris sur les appliques en or des ceintures et des boucliers des Scythes de l'Ouest. De nombreuses scènes de chasse gravées sur des rochers entre l'âge du Bronze et la période turque attestent d'une persistance du motif du « cerf à bec » bien au-delà de la période d'érection des pierres à cerfs.

#### Articles
- Yury Esin, Jérôme Magail, Chimiddorj Yeruul-Erddene et Jamiyan-Ombo Gantulga, « Au sujet des traces de peintures sur les stèles ornées de Mongolie de la fin de l'Age du Bronze et du début de l'Age du Fer », Bulletin du Musée d'Anthropologie Préhistorique de Monaco, no 58,‎ 2018, p. 145-156
- Henri-Paul Francfort, Daniel Klodzinski et Georges Mascle, « Pétroglyphes archaïques du Ladakh et du Zanskar », Arts asiatiques, vol. 45, no 1,‎ 1990, p. 5-27 (DOI 10.3406/arasi.1990.1275, lire en ligne)
- Jérôme Magail, « Les « pierres à cerfs » de Mongolie, cosmologie des pasteurs, chasseurs et guerriers des steppes du Ier millénaire avant notre ère », International Newsletter on Rock Art, Dr Jean Clottes, no 39,‎ 2004, p. 17-27 (ISSN 1022-3282)
- Jérôme Magail, « Les « pierres à cerfs » de Mongolie », Arts asiatiques, revue du Musée national des Arts asiatiques – Guimet, no 60,‎ 2005, p. 172-180 (DOI 10.3406/arasi.2005.1539)
- Jérôme Magail, « Les « pierres à cerfs » des vallées Hunuy et Tamir en Mongolie », Bulletin du Musée d’Anthropologie préhistorique de Monaco, Monaco, no 45,‎ 2005, p. 41-56 (ISSN 0544-7631)
- Jérôme Magail, « Tsatsiin Ereg, site majeur du début du Ier millénaire en Mongolie », Bulletin du Musée d’Anthropologie préhistorique de Monaco, no 48,‎ 2008, p. 107-120 (ISSN 0544-7631)
- Jérôme Magail, « Les stèles ornées de Mongolie dites "pierres à cerfs", de la fin de l'âge du Bronze », dans Gabriel Rodriguez, Henri Marchesi, Statues-menhirs et pierres levées du Néolithique à aujourd'hui : Actes du 3e colloque international sur la statuaire mégalithique, Saint-Pons-de-Thomières, du 12 au 16 septembre 2012, Saint-Pons-de-Thomières, 2015, 503 p. (ISBN 9782914825085), p. 89-101
- Jérôme Magail, Yuri Esin, Jamiyan-Ombo Gantulga, Fabrice Monna, Tanguy Rolland et Anne-Caroline Allard, « Mégalithes ornés et complexes funéraires à l'Age du Bronze et à l'Age du Fer en Mongolie et en Sibérie méridionale », dans Luc Laporte, Jean-Marc Large, Laurent Nespoulous, Chris Scarre, Tara Steimer-Herbet, Mégalithes dans le monde, vol. II, Chauvigny, Association des Publications Chauvinoises, coll. « Mémoire » (no LVIII), 2022, 832 p. (ISBN 9791090534742), p. 759-772

#### Ouvrages
- (en) Esther Jacobson, The Deer Goddess of Ancient Siberia : A Study in the Ecology of Belief, Brill, 1993, 291 p. (ISBN 978-90-04-09628-8, lire en ligne)
- (en) Esther Jacobson-Tepfer, James E. Meacham et Photographies par Gary Tepfer, Archaeology and Landscape in the Mongolian Altaï : An Atlas, California, ESRI Press, 2010, 209 p. (ISBN 978-1-58948-232-6)
- (en) Esther Jacobson-Tepfer, The Hunter, the Stag and the Mother of Animals : Image, Monument, and Landscape in Ancient North Asia, Oxford/New York, NY, Oxford University Press, 2015, 413 p. (ISBN 978-0-19-020236-1, lire en ligne)
- (ru) D.G. Savinov, Оленные камни в культуре кочевников Евразии, Saint-Pétersbourg, Université de Saint-Pétersbourg,‎ 1994, 208 p. (ISBN 5-288-01245-8)
- (en) J Gantulga, N. Bayarkhuu, D. Batsukh, N. Batbold, T. Iderkhangai, G. Enkhbayar, B. Umirbyek, Ts Turbat, N Turbayar et N. Erdene-Ochir, Deer stone culture of Mongolia and neighboring regions, vol. I, II, III, Ulaanbaatar, 2021
- (en) Vitaly Vassilievitch Volkov, Nomads of the Eurasian Steppes in the Early Iron Age, J. Davis-Kimball et al., 1995 (ISBN 1-885979-00-2), « chapitre 20, Early Nomads of Mongolia »
- (ru) Vitaly Vassilievitch Volkov, Оленные камни Монголии, Moscou, Научный мир,‎ 2002 (ISBN 978-5-89176-182-7)